# 市川市立塩浜学園
市川市立塩浜学園（いちかわしりつ しおはまがくえん）は、千葉県市川市塩浜4丁目にある公立義務教育学校。

## 概要
- 塩浜学園は、塩浜中学校と塩浜小学校を統合し、2015年度に小中一貫校として開校し、翌年に義務教育学校に転換した。
- 塩浜学園は、千葉県内では初の義務教育学校でかつ、市川市では初の小中一貫校となる。

## 沿革
- 2015年（平成27年）4月1日 - 小中一貫校として開校。
- 2016年（平成28年）4月1日 - 義務教育学校として開校。
- 2020年（令和2年）
  - 8月x日 - 施設一体型校舎が完成し、移転。
  - 8月21日（第2学期） - 新校舎での授業開始。

## 学区
後期課程
- 塩浜（2丁目～4丁目）、南行徳（3丁目・4丁目）[1]

前期課程
- 塩浜（3丁目・4丁目）[2]

## アクセス
- 京成バス千葉ウエスト「浦安03」・京成バス「瑞75」の各系統にて
  - 「塩浜4丁目」バス停下車後、徒歩約385m・約6分。
  - 「ハイタウン塩浜」バス停下車後、徒歩約225m・約4分。
- JR東日本京葉線
  - 市川塩浜駅から徒歩約1.5km・約23分。
  - 新浦安駅から、
    - 京成バス千葉ウエスト「浦安03」または京成バス瑞75系統にて「ハイタウン塩浜」バス停下車後、徒歩。
    - 駅北口から徒歩で、約1.9km・約30分。
- 東京メトロ東西線
  - 南行徳駅から
    - 京成バス瑞75系統にて「塩浜4丁目」バス停下車後、徒歩。
    - 駅出入口1から徒歩で、約1.9km・約30分。

  - 行徳駅から、京成バス千葉ウエスト「浦安03」にて「塩浜4丁目」バス停下車後、徒歩。

## 周辺
- 国道357号
- 首都高湾岸線
- 市川野鳥の楽園
- 千鳥公園
- いこいの広場
- 千葉県立行徳高等学校
- 市川市営塩浜団地
- UR都市機構ハイタウン塩浜団地
- ビッグ・エー市川塩浜店
- 市川塩浜郵便局
- 吉野工業所市川工場

## 主な出来事
- 2020年、旧校舎取り壊し工事をめぐり公契約関係競売入札妨害が発生。後に千葉地方検察庁の捜査により当時の市長の私設秘書らが起訴された[3]。また工事を受注した淺沼組も指名停止処分を受けた[4]。